# A-League (2009/2010)/Wyniki spotkań – sezon zasadniczy
Artykuł prezentuje wyniki poszczególnych kolejek sezonu zasadniczego A-League 2009/2010. Sezon zasadniczy został rozegrany w okresie od 6 sierpnia 2009 do 14 lutego 2010, łącznie rozegrano 27 kolejek.
Godziny rozpoczęcia spotkań podane są dla czasu lokalnego: Adelaide – UTC+9:30, Gosford – UTC+10:00, Gold Coast – UTC+10:00, Melbourne – UTC+10:00, Newcastle – UTC+10:00, Townsville – UTC+10:00, Perth – UTC+8:00, Sydney – UTC+10, Wellington – UTC+12:00.

## Wyniki
Źródło: http://www.ultimatealeague.com.

### 1 kolejka
| 6 sierpnia 2009 19:30 | Melbourne Victory | 0 – 2Raport | Central Coast Mariners · Simon 10' · Vargas sam. 16' | Stadion Docklands Widzów: 18 885 Sędzia: Matthew Breeze |
|                       |                   |             |                                                      |                                                         |

| 7 sierpnia 2009 20:00 | Adelaide United · Dodd k. 30' | 1 – 0Raport | Perth Glory | Hindmarsh Stadium Widzów: 13 847 Sędzia: Craig Zetter |
|                       |                               |             |             |                                                       |

| 8 sierpnia 2009 17:30 | North Queensland Fury FC · Griffiths 41' · Fowler k. 60' | 2 – 31 – 2Raport | Sydney FC · Aloisi 4' k. 73' · Danning 28' | Dairy Farmers Stadium Widzów: 8 897 Sędzia: Srebre Delovski |
|                       |                                                          |                  |                                            |                                                             |

| 8 sierpnia 2009 19:30 | Brisbane Roar · Dijk k. 90+1' | 1 – 30 – 1Raport | Gold Coast United · Smeltz 17' · Čulina 59' · Alves da Silva 90+3' | Suncorp Stadium Widzów: 19 902 Sędzia: Peter Green |
|                       |                               |                  |                                                                    |                                                    |

| 9 sierpnia 2009 15:00 | Newcastle Jets · Hoffman 12' 23' · Naidovski 84' | 3 – 22 – 2Raport | Wellington Phoenix · Sigmund 26' · Greenacre 43' | EnergyAustralia Stadium Widzów: 6 654 Sędzia: Chris Beath |
|                       |                                                  |                  |                                                  |                                                           |

### 2 kolejka
| 14 sierpnia 2009 20:00 | Central Coast Mariners · Boogaard 50' | 1 – 10 – 0Raport | Newcastle Jets · J. Song 47' | Bluetongue Central Coast Stadium Widzów: 9 573 Sędzia: Ben Williams |
|                        |                                       |                  |                              |                                                                     |

| 15 sierpnia 2009 17:30 | Gold Coast United · Smeltz 30' k. 54' 63' 64' · Minniecon 80' | 5 – 01 – 0Raport | North Queensland Fury FC | Skilled Park Widzów: 7 526 Sędzia: Chris Beath |
|                        |                                                               |                  |                          |                                                |

| 15 sierpnia 2009 19:30 | Melbourne Victory · Hernández 33' 70' · Allsopp 63' | 3 – 31 – 3Raport | Brisbane Roar · Tiatto 22' · van Dijk k. 24' · Henrique 37' | Stadion Docklands Widzów: 18 603 Sędzia: Srebre Delovski |
|                        |                                                     |                  |                                                             |                                                          |

| 16 sierpnia 2009 17:00 | Wellington Phoenix · Ifill 24' · Bertos 85' | 2 – 11 – 1Raport | Perth Glory · Sikora 3' | Westpac Stadium Widzów: 10 024 Sędzia: Peter O’Leary |
|                        |                                             |                  |                         |                                                      |

| 16 sierpnia 2009 17:00 | Sydney FC · Bridge 77' | 1 – 00 – 0Raport | Adelaide United | Sydney Football Stadium Widzów: 14 924 Sędzia: Matthew Breeze |
|                        |                        |                  |                 |                                                               |

### 3 kolejka
| 21 sierpnia 2009 19:30 | Adelaide United | 0 – 20 – 1Raport | Gold Coast United · Smeltz 13' · Fitzsimmons 51' | Hindmarsh Stadium Widzów: 12 741 Sędzia: Matthew Breeze |
|                        |                 |                  |                                                  |                                                         |

| 22 sierpnia 2009 15:00 | Central Coast Mariners | 0 – 0Raport | Sydney FC | Bluetongue Central Coast Stadium Widzów: 10 029 Sędzia: Srebre Delovski |
|                        |                        |             |           |                                                                         |

| 22 sierpnia 2009 17:00 | North Queensland Fury FC | 0 – 1Raport | Melbourne Victory · Thompson 45' | Dairy Farmers Stadium Widzów: 6 514 Sędzia: Peter Green |
|                        |                          |             |                                  |                                                         |

| 23 sierpnia 2009 15:00 | Brisbane Roar · van Dijk 10' | 1 – 11 – 0Raport | Wellington Phoenix · Greenacre 85' | Suncorp Stadium Widzów: 7 084 Sędzia: Chris Beath |
|                        |                              |                  |                                    |                                                   |

| 23 sierpnia 2009 15:00 | Perth Glory · Srhoj 24' · Pellegrino 73' | 2 – 01 – 0Raport | Newcastle Jets | ME Bank Stadium Widzów: 9 398 Sędzia: Craig Zetter |
|                        |                                          |                  |                |                                                    |

### 4 kolejka
| 28 sierpnia 2009 19:30 | Adelaide United · Pantelis 23' k. 90+2' · Owusu 13' | 3 – 32 – 1Raport | North Queensland Fury FC · Fowler 5' · Daal 84' · McBreen 87' | Hindmarsh Stadium Widzów: 10 533 Sędzia: Peter Green |
|                        |                                                     |                  |                                                               |                                                      |

| 28 sierpnia 2009 15:00 | Perth Glory · Jelić 5' 54' | 2 – 11 – 1Raport | Melbourne Victory · Thompson 9' | Members Equity Stadium Widzów: 8 057 Sędzia: Chris Beath |
|                        |                            |                  |                                 |                                                          |

| 29 sierpnia 2009 15:00 | Brisbane Roar · Moore 11' | 1 – 0Raport | Central Coast Mariners | Suncorp Stadium Widzów: 6 433 Sędzia: Ben Williams |
|                        |                           |             |                        |                                                    |

| 30 sierpnia 2009 15:00 | Newcastle Jets · Rooney 39' | 1 – 0Raport | Gold Coast United | EnergyAustralia Stadium Widzów: 6 390 Sędzia: Matthew Breeze |
|                        |                             |             |                   |                                                              |

| 30 sierpnia 2009 17:00 | Sydney FC · Gan 77' · Aloisi 81' | 2 – 00 – 0Raport | Wellington Phoenix | Sydney Football Stadium Widzów: 11 718 Sędzia: Srebre Delovski |
|                        |                                  |                  |                    |                                                                |

### 5 kolejka
| 3 września 2009 19:30 | Melbourne Victory · Thompson 42' | 1 – 11 – 0Raport | Newcastle Jets · Haliti 87' | Stadion Docklands Widzów: 15 168 Sędzia: Chris Beath |
|                       |                                  |                  |                             |                                                      |

| 4 września 2009 19:30 | Wellington Phoenix · Ifill 35' | 1 – 1Raport | Adelaide United · Fyfe 42' | Westpac Stadium Widzów: 7 523 Sędzia: Michael Hester |
|                       |                                |             |                            |                                                      |

| 4 września 2009 20:00 | Central Coast Mariners · Wilkinson 42' · Simon 89' | 2 – 11 – 0Raport | Perth Glory · Sterjovski 82' | Canberra Stadium Widzów: 5 193 Sędzia: Ben Williams |
|                       |                                                    |                  |                              |                                                     |

| 5 września 2009 17:30 | Gold Coast United · Smeltz 45+1' 56' | 2 – 11 – 0Raport | Sydney FC · Corica 75' | Skilled Park Widzów: 6 406 Sędzia: Strebre Delovski |
|                       |                                      |                  |                        |                                                     |

| 5 września 2009 19:30 | North Queensland Fury FC · Fowler 7' | 1 – 11 – 0Raport | Brisbane Roar · Reinaldo 85' | Dairy Farmers Stadium Widzów: 7 173 Sędzia: Matthew Breeze |
|                       |                                      |                  |                              |                                                            |

### 6 kolejka
| 11 września 2009 19:30 | Adelaide United · Cássio 33' | 1 – 0Raport | Central Coast Mariners | Hindmarsh Stadium Widzów: 10 262 Sędzia: Strebre Delovski |
|                        |                              |             |                        |                                                           |

| 12 września 2009 17:30 | Newcastle Jets | 0 – 3Raport | Brisbane Roar · Henrique 24' · Reinaldo 26' · Miller 70' | EnergyAustralia Stadium Widzów: 6 026 Sędzia: Ben Williams |
|                        |                |             |                                                          |                                                            |

| 12 września 2009 19:30 | Sydney FC | 0 – 1Raport | North Queensland Fury FC · Fowler 54' | Sydney Football Stadium Widzów: 16 649 Sędzia: Chris Beath |
|                        |           |             |                                       |                                                            |

| 13 września 2009 15:00 | Melbourne Victory · Hernández 4' | 1 – 1Raport | Wellington Phoenix · Brown 30' | Stadion Docklands Widzów: 17 644 Sędzia: Craig Zetter |
|                        |                                  |             |                                |                                                       |

| 13 września 2009 15:00 | Perth Glory · Jelić 14' · Sikora 16' | 2 – 2Raport | Gold Coast United · van den Brink 53' · Smeltz 91+1' | Members Equity Stadium Widzów: 9 408 Sędzia: Matthew Breeze |
|                        |                                      |             |                                                      |                                                             |

### 7 kolejka
| 18 września 2009 19:30 | Adelaide United | 0 – 2Raport | Melbourne Victory · Ward 7' · Brebner 90' | Hindmarsh Stadium Widzów: 15 038 Sędzia: Strebre Delovski |
|                        |                 |             |                                           |                                                           |

| 19 września 2009 19:30 | Central Coast Mariners · Travis 26' · Simon 54' · Hutchinson 70' | 3 – 0Raport | Gold Coast United | Bluetongue Central Coast Stadium Widzów: 7 394 Sędzia: Matthew Breeze |
|                        |                                                                  |             |                   |                                                                       |

| 20 września 2009 15:00 | Wellington Phoenix · Bertos 6' | 1 – 1Raport | North Queensland Fury FC · Grossman 90+4' | Westpac Stadium Widzów: 9 713 Sędzia: Peter Green |
|                        |                                |             |                                           |                                                   |

| 20 września 2009 15:00 | Sydney FC · Bridge 26' · Corica k. 55' | 2 – 1Raport | Newcastle Jets · Thompson 37' | Sydney Football Stadium Widzów: 10 357 Sędzia: Ben Williams |
|                        |                                        |             |                               |                                                             |

| 20 września 2009 17:00 | Brisbane Roar · Henrique 50' · van Dijk 64' | 2 – 4Raport | Perth Glory · McCloughan sam. 1' · Srhoj 41' · Jelić 61' · Reddy sam. 76' | Suncorp Stadium Widzów: 7 549 Sędzia: Chris Beath |
|                        |                                             |             |                                                                           |                                                   |

### 8 kolejka
| 25 września 2009 20:00 | Newcastle Jets | 0 – 1Raport | Perth Glory · Sterjovski k. 81' | EnergyAustralia Stadium Widzów: 4 738 Sędzia: Matthew Breeze |
|                        |                |             |                                 |                                                              |

| 26 września 2009 17:30 | Gold Coast United · Čulina k. 18' · Porter 45' | 2 – 3Raport | Melbourne Victory · Hernández 22' · Thompson 43' · Muscat k. 86' | Skilled Park Widzów: 5 603 Sędzia: Green |
|                        |                                                |             |                                                                  |                                          |

| 27 września 2009 15:00 | Wellington Phoenix | 0 – 0Raport | Central Coast Mariners | Westpac Stadium Widzów: 6 769 Sędzia: Michael Hester |
|                        |                    |             |                        |                                                      |

| 27 września 2009 15:00 | Brisbane Roar · van Dijk 85' | 1 – 0Raport | Sydney FC | Suncorp Stadium Widzów: 7 677 Sędzia: Strebre Delovski |
|                        |                              |             |           |                                                        |

| 27 września 2009 17:00 | North Queensland Fury FC | 0 – 2Raport | Adelaide United · Pantelis 60' · Leckie 90+2' | Dairy Farmers Stadium Widzów: 6 745 Sędzia: Chris Beath |
|                        |                          |             |                                               |                                                         |

### 9 kolejka
| 2 października 2009 20:00 | Gold Coast United | 0 – 0Raport | Wellington Phoenix | Skilled Park Widzów: 4 209 Sędzia: Gerard Parsons |
|                           |                   |             |                    |                                                   |

| 3 października 2009 15:30 | Perth Glory · Sterjovski k. 49' | 1 – 1Raport | North Queensland Fury FC · Velaphi sam. 70' | Members Equity Stadium Widzów: 12 822 Sędzia: Ben Williams |
|                           |                                 |             |                                             |                                                            |

| 3 października 2009 19:30 | Melbourne Victory · Fabiano 4' · Leijer 72' | 2 – 1Raport | Brisbane Roar · Reinaldo 11' | Stadion Docklands Widzów: 19 587 Sędzia: Strebre Delovski |
|                           |                                             |             |                              |                                                           |

| 5 października 2009 15:00 | Sydney FC · McFlynn 20' | 1 – 0Raport | Central Coast Mariners | Sydney Football Stadium Widzów: 13 887 Sędzia: Matthew Breeze |
|                           |                         |             |                        |                                                               |

| 5 października 2009 16:30 | Adelaide United · Cássio 76' | 1 – 1Raport | Newcastle Jets · Song 6' | Hindmarsh Stadium Widzów: 12 090 Sędzia: Chris Beath |
|                           |                              |             |                          |                                                      |

### 10 kolejka
| 9 października 2009 19:30 | Melbourne Victory | 0 – 3Raport | Sydney FC · Brosque 14' · Bridge 16' 19' | Stadion Docklands Widzów: 30 668 Sędzia: Peter Green |
|                           |                   |             |                                          |                                                      |

| 9 października 2009 19:30 | Perth Glory · Sikora 79' | 1 – 0Raport | Adelaide United | Members Equity Stadium Widzów: 9 482 Sędzia: Chris Beath |
|                           |                          |             |                 |                                                          |

| 11 października 2009 15:00 | Central Coast Mariners · Simon 1' | 1 – 1Raport | North Queensland Fury FC · McBreen 75' | Bluetongue Central Coast Stadium Widzów: 8 042 Sędzia: Ryan Shepheard |
|                            |                                   |             |                                        |                                                                       |

| 11 października 2009 16:00 | Brisbane Roar | 0 – 1Raport | Gold Coast United · Porter 31' | Suncorp Stadium Widzów: 8 882 Sędzia: Ben Williams |
|                            |               |             |                                |                                                    |

| 4 listopada 2009 20:00 | Wellington Phoenix · Brown 27' · Greenacre 55' · Ifill 91+1' | 3 – 0Raport | Newcastle Jets | Westpac Stadium Widzów: 4 115 Sędzia: Ben Williams |
|                        |                                                              |             |                |                                                    |

### 11 kolejka
| 16 października 2009 19:30 | Adelaide United · Cristiano 30' 54' | 2 – 1Raport | Sydney FC · Aloisi 78' | Hindmarsh Stadium Widzów: 10 291 Sędzia: Strebre Delovski |
|                            |                                     |             |                        |                                                           |

| 17 października 2009 18:00 | Brisbane Roar | 0 – 3Raport | Central Coast Mariners · Travis 4' · Hutchinson 18' · Bojić 70' | Suncorp Stadium Widzów: 7 434 Sędzia: Peter Green |
|                            |               |             |                                                                 |                                                   |

| 17 października 2009 20:00 | North Queensland Fury FC · Fowler 84' | 1 – 1Raport | Wellington Phoenix · Brown 6' | Dairy Farmers Stadium Widzów: 6 191 Sędzia: Chris Beath |
|                            |                                       |             |                               |                                                         |

| 18 października 2009 15:00 | Newcastle Jets · Haliti 22' | 1 – 3Raport | Melbourne Victory · Thompson 62' · Pondeljak 79' · Hernández 85' | EnergyAustralia Stadium Widzów: 6 029 Sędzia: Ben Williams |
|                            |                             |             |                                                                  |                                                            |

| 18 października 2009 16:00 | Gold Coast United · Neville sam. 13' · Smeltz 56' | 2 – 1Raport | Perth Glory · Howarth 55' | Skilled Park Widzów: 4 509 Sędzia: Matthew Breeze |
|                            |                                                   |             |                           |                                                   |

### 12 kolejka
| 23 października 2009 20:00 | Newcastle Jets · Bridges 8' · Haliti 14' | 2 – 1Raport | Central Coast Mariners · Kwasnik 19' | EnergyAustralia Stadium Widzów: 6 188 Sędzia: Strebre Delovski |
|                            |                                          |             |                                      |                                                                |

| 24 października 2009 19:00 | Melbourne Victory · Dugandžić 18' 56' · Leijer 89' | 3 – 1Raport | Adelaide United · Hughes 64' | Stadion Docklands Widzów: 21 182 Sędzia: Ben Williams |
|                            |                                                    |             |                              |                                                       |

| 24 października 2009 20:00 | North Queensland Fury FC · Fowler 65' · Daal 71' | 2 – 1Raport | Perth Glory · Sikora 25' | Dairy Farmers Stadium Widzów: 6 332 Sędzia: Peter Green |
|                            |                                                  |             |                          |                                                         |

| 25 października 2009 17:00 | Wellington Phoenix · Daniel 28' 53' · Brown 48' · Greenacre 54' · Ifill 59' · Hearfield 82' | 6 – 0Raport | Gold Coast United | Westpac Stadium Widzów: 6 571 Sędzia: Peter O’Leary |
|                            |                                                                                             |             |                   |                                                     |

| 25 października 2009 17:00 | Sydney FC · Brosque 55' · Kisel 69' | 2 – 1Raport | Brisbane Roar · Cernak 73' | Sydney Football Stadium Widzów: 8 456 Sędzia: Matthew Breeze |
|                            |                                     |             |                            |                                                              |

### 13 kolejka
| 30 października 2009 19:30 | Brisbane Roar · van Dijk k. 36' | 1 – 1Raport | Newcastle Jets · Haliti 32' | Suncorp Stadium Widzów: 7 509 Sędzia: Chris Beath |
|                            |                                 |             |                             |                                                   |

| 31 października 2009 19:00 | Central Coast Mariners | 0 – 0Raport | Adelaide United | Central Coast Stadium Widzów: 5 437 Sędzia: Ben Williams |
|                            |                        |             |                 |                                                          |

| 31 października 2009 20:00 | Gold Coast United | 0 – 2Raport | North Queensland Fury FC · Fowler 64' k. 74' | Skilled Park Widzów: 2 616 Sędzia: Craig Zetter |
|                            |                   |             |                                              |                                                 |

| 1 listopada 2009 17:00 | Sydney FC · Bridge 15' 35' · Corica 32' | 3 – 1Raport | Wellington Phoenix · Barbarouses 81' | Sydney Football Stadium Widzów: 10 653 Sędzia: Gerard Parsons |
|                        |                                         |             |                                      |                                                               |

| 1 listopada 2009 17:00 | Perth Glory · Sterjovski 19' | 1 – 2Raport | Melbourne Victory · Coyne sam. 7' · Hernández 67' | Members Equity Stadium Widzów: 10 035 Sędzia: Strebre Delovski |
|                        |                              |             |                                                   |                                                                |

### 14 kolejka
| 6 listopada 2009 19:30 | Adelaide United | 0 – 2Raport | Brisbane Roar · van Dijk k. 35' 51' | Hindmarsh Stadium Widzów: 11 209 Sędzia: Craig Zetter |
|                        |                 |             |                                     |                                                       |

| 7 listopada 2009 19:00 | Melbourne Victory | 0 – 4Raport | Central Coast Mariners · Kwasnik 15' · Simon 75' · Heffernan 80' · Mrdja 84' | Stadion Docklands Widzów: 18 531 Sędzia: Strebre Delovski |
|                        |                   |             |                                                                              |                                                           |

| 7 listopada 2009 20:00 | Gold Coast United · Smeltz 37' | 1 – 0Raport | Sydney FC | Skilled Park Widzów: 5364 Sędzia: Ben Williams |
|                        |                                |             |           |                                                |

| 8 listopada 2009 17:00 | Wellington Phoenix · Ifill 81' | 1 – 1Raport | Perth Glory · Srhoj 69' | Westpac Stadium Widzów: 6 930 Sędzia: Matthew Gillett |
|                        |                                |             |                         |                                                       |

| 8 listopada 2009 17:00 | Newcastle Jets · Thompson 55' · Bridges 85' | 2 – 0Raport | North Queensland Fury FC | EnergyAustralia Stadium Widzów: 6 271 Sędzia: Ryan Shepheard |
|                        |                                             |             |                          |                                                              |

### 15 kolejka
| 20 listopada 2009 19:30 | Adelaide United · Leckie 90+3' | 1 – 1Raport | Gold Coast United · Fitzsimmons 64' | Hindmarsh Stadium Widzów: 9 578 Sędzia: Chris Beath |
|                         |                                |             |                                     |                                                     |

| 21 listopada 2009 18:00 | Brisbane Roar | 0 – 1Raport | Melbourne Victory · Thompson 8' | Suncorp Stadium Widzów: 9 904 Sędzia: Ben Williams |
|                         |               |             |                                 |                                                    |

| 21 listopada 2009 20:00 | North Queensland Fury FC · Griffiths 68' | 1 – 5Raport | Central Coast Mariners · Bojić 22' · Mrdja 35' 59' · Elrich 62' · Hutchinson 82' | Dairy Farmers Stadium Widzów: 7 587 Sędzia: Gerard Parsons |
|                         |                                          |             |                                                                                  |                                                            |

| 22 listopada 2009 17:00 | Newcastle Jets | 0 – 1Raport | Wellington Phoenix · Ifill 14' | EnergyAustralia Stadium Widzów: 4 329 Sędzia: Peter Green |
|                         |                |             |                                |                                                           |

| 22 listopada 2009 17:00 | Perth Glory · Bulloch 57' · Jelić 88' | 2 – 0Raport | Sydney FC | Perth Oval Widzów: 8 932 Sędzia: Strebre Delovski |
|                         |                                       |             |           |                                                   |

### 16 kolejka
| 27 listopada 2009 20:00 | Central Coast Mariners | 0 – 0Raport | Perth Glory | Central Coast Stadium Widzów: 7 857 Sędzia: Gerard Parsons |
|                         |                        |             |             |                                                            |

| 28 listopada 2009 19:00 | Melbourne Victory · Kruse 28' · Ward 45+1' · Thompson 54' 68' | 4 – 0Raport | Gold Coast United | Stadion Docklands Widzów: 20 537 Sędzia: Ben Williams |
|                         |                                                               |             |                   |                                                       |

| 28 listopada 2009 20:00 | North Queensland Fury FC · McBreen 39' · Fowler 66' | 2 – 1Raport | Adelaide United · Cristiano 90+1' | Dairy Farmers Stadium Widzów: 5 356 Sędzia: Peter Green |
|                         |                                                     |             |                                   |                                                         |

| 29 listopada 2009 17:00 | Sydney FC · Brosque 75' | 1 – 3Raport | Newcastle Jets · Bridges k. 22' 55' · Thompson 58' | Sydney Football Stadium Widzów: 10 114 Sędzia: Srebre Delovski |
|                         |                         |             |                                                    |                                                                |

| 29 listopada 2009 18:00 | Brisbane Roar · Reinaldo 17' 56' · van Dijk 79' · Dodd 90+1' | 4 – 1Raport | Wellington Phoenix · Greenacre 27' | Suncorp Stadium Widzów: 6 307 Sędzia: Alan Milliner |
|                         |                                                              |             |                                    |                                                     |

### 17 kolejka
| 4 grudnia 2009 19:30 | Wellington Phoenix · Brown 58' | 1 – 1Raport | Melbourne Victory · Vargas 87' | Westpac Stadium Widzów: 8 200 Sędzia: Michael Hester |
|                      |                                |             |                                |                                                      |

| 4 grudnia 2009 19:30 | Adelaide United | 0 – 2Raport | Newcastle Jets · Thompson 45+1' · Song k. 81' | Hindmarsh Stadium Widzów: 8 502 Sędzia: Kevin Docherty |
|                      |                 |             |                                               |                                                        |

| 5 grudnia 2009 19:00 | Sydney FC · Aloisi 14' · Brosque 19' 58' · Corica 64' | 4 – 1Raport | North Queensland Fury FC · Cooke 73' | Sydney Football Stadium Widzów: 11 871 Sędzia: Ben Williams |
|                      |                                                       |             |                                      |                                                             |

| 5 grudnia 2009 20:00 | Gold Coast United · Smeltz 67' · Barisić 76' | 2 – 1Raport | Central Coast Mariners · Simon 38' | Skilled Park Widzów: 4 117 Sędzia: Daniel Goodwin |
|                      |                                              |             |                                    |                                                   |

| 6 grudnia 2009 17:00 | Perth Glory · Harnwell 78' | 1 – 1Raport | Brisbane Roar · DeVere 52' | Members Equity Stadium Widzów: 7 217 Sędzia: Strebre Delovski |
|                      |                            |             |                            |                                                               |

### 18 kolejka
| 11 grudnia 2009 19:30 | North Queensland Fury FC · Williams 33' | 1 – 0Raport | Perth Glory | Dairy Farmers Stadium Widzów: 5 287 Sędzia: Peter Green |
|                       |                                         |             |             |                                                         |

| 12 grudnia 2009 19:00 | Wellington Phoenix | 0 – 1Raport | Sydney FC · Corica k. 16' | FMG Stadium Widzów: 6 459 Sędzia: Michael Hester |
|                       |                    |             |                           |                                                  |

| 12 grudnia 2009 19:00 | Central Coast Mariners | 0 – 3Raport | Melbourne Victory · Hernández 57' · Kemp 70' · Boogaard 77' | Central Coast Stadium Widzów: 7 571 Sędzia: Ryan Shepheard |
|                       |                        |             |                                                             |                                                            |

| 12 grudnia 2009 20:00 | Brisbane Roar | 0 – 1Raport | Adelaide United · Barbiero 78' | Suncorp Stadium Widzów: 5 801 Sędzia: Strebre Delovski |
|                       |               |             |                                |                                                        |

| 13 grudnia 2009 17:00 | Newcastle Jets · Wheelhouse 6' · Rooney 70' · Petrovski 82' | 3 – 2Raport | Gold Coast United · Smeltz k. 44' 84' | EnergyAustralia Stadium Widzów: 5 254 Sędzia: Ben Williams |
|                       |                                                             |             |                                       |                                                            |

### 19 kolejka
| 16 grudnia 2009 19:30 | Brisbane Roar · van Dijk 20' 42' | 2 – 0Raport | North Queensland Fury FC | Suncorp Stadium Widzów: 11 530 Sędzia: Matthew Gillett |
|                       |                                  |             |                          |                                                        |

| 23 grudnia 2009 19:30 | Sydney FC · Brosque 34' | 1 – 0Raport | Central Coast Mariners | Sydney Football Stadium Widzów: 12 689 Sędzia: Matthew Breeze |
|                       |                         |             |                        |                                                               |

| 13 stycznia 2010 19:30 | Gold Coast United · Čulina 33' · Brown 38' | 2 – 0Raport | Newcastle Jets | Skilled Park Widzów: 4 853 Sędzia: Chris Beath |
|                        |                                            |             |                |                                                |

| 19 stycznia 2010 19:30 | Adelaide United · Pantelis 13' · Dodd 52' | 2 – 3Raport | Perth Glory · Burns 63' 69' · McBreen 78' | Hindmarsh Stadium Widzów: 8 904 Sędzia: Ben Williams |
|                        |                                           |             |                                           |                                                      |

| 26 stycznia 2010 18:00 | Melbourne Victory · Brown sam. 17' · Thompson 50' · Hernández 66' · Kemp 87' | 4 – 0Raport | Wellington Phoenix | Stadion Docklands Widzów: 18 819 Sędzia: Chris Beath |
|                        |                                                                              |             |                    |                                                      |

### 20 kolejka
| 18 grudnia 2009 19:30 | Adelaide United · Alemão 57' | 1 – 1Raport | Wellington Phoenix · Cáceres 77' | Hindmarsh Stadium Widzów: 9 070 Sędzia: Craig Zetter |
|                       |                              |             |                                  |                                                      |

| 19 grudnia 2009 18:00 | Central Coast Mariners · Travis 35' · Macallister 77' | 2 – 3Raport | Brisbane Roar · Oar 10' · van Dijk 22' · McKay 90+1' | Central Coast Stadium Widzów: 5 684 Sędzia: Alan Milliner |
|                       |                                                       |             |                                                      |                                                           |

| 19 grudnia 2009 20:00 | Melbourne Victory | 0 – 0Raport | Sydney FC | Stadion Docklands Widzów: 27 344 Sędzia: Strebre Delovski |
|                       |                   |             |           |                                                           |

| 20 grudnia 2009 17:00 | Newcastle Jets · Tadrosse sam. 24' · Song 38' · Petrovski 83' | 3 – 2Raport | North Queensland Fury FC · Daal 44' 61' | EnergyAustralia Stadium Widzów: 7 026 Sędzia: Gerard Parsons |
|                       |                                                               |             |                                         |                                                              |

| 20 grudnia 2009 18:00 | Gold Coast United · Smeltz 3' · Miller 76' | 2 – 0Raport | Perth Glory | Skilled Park Widzów: 4 310 Sędzia: Chris Beath |
|                       |                                            |             |             |                                                |

### 21 kolejka
| 26 grudnia 2009 17:00 | Gold Coast United · Rees 45+1' 53' · Smeltz k. 50' 61' 77' | 5 – 1Raport | Brisbane Roar · McKay 7' | Skilled Park Widzów: 10 024 Sędzia: Strebre Delovski |
|                       |                                                            |             |                          |                                                      |

| 26 grudnia 2009 18:00 | Perth Glory · Sekulovski 19' · Harnwell 24' 69' · Sterjovski k. 36' | 4 – 0Raport | Newcastle Jets | Members Equity Stadium Widzów: 9 418 Sędzia: Ben Williams |
|                       |                                                                     |             |                |                                                           |

| 27 grudnia 2009 19:00 | Sydney FC · Corica 49' | 1 – 0Raport | Adelaide United | Sydney Football Stadium Widzów: 11 741 Sędzia: Chris Beath |
|                       |                        |             |                 |                                                            |

| 27 grudnia 2009 20:00 | North Queensland Fury FC · Daal 31' | 1 – 0Raport | Melbourne Victory | Dairy Farmers Stadium Widzów: 7 031 Sędzia: Peter Green |
|                       |                                     |             |                   |                                                         |

| 31 grudnia 2009 18:00 | Central Coast Mariners | 0 – 2Raport | Wellington Phoenix · Ifill k. 47' 81' | Central Coast Stadium Widzów: 11 137 Sędzia: Matthew Breeze |
|                       |                        |             |                                       |                                                             |

### 22 kolejka
| 9 stycznia 2010 19:00 | Wellington Phoenix · Brown 26' · Dadi 56' 62' | 3 – 1Raport | Brisbane Roar · van Dijk 26' | Westpac Stadium Widzów: 8 927 Sędzia: Peter O’Leary |
|                       |                                               |             |                              |                                                     |

| 9 stycznia 2010 19:00 | Central Coast Mariners · Mrdja 3' | 1 – 1Raport | North Queensland Fury FC · Brockie 20' | Central Coast Stadium Widzów: 6 556 Sędzia: Ryan Shepheard |
|                       |                                   |             |                                        |                                                            |

| 9 stycznia 2010 20:00 | Gold Coast United · Smeltz 90+3' | 1 – 1Raport | Adelaide United · Dodd 3' | Skilled Park Widzów: 4 505 Sędzia: Peter Green |
|                       |                                  |             |                           |                                                |

| 10 stycznia 2010 17:00 | Newcastle Jets · Thompson 26' · Bridges 45' · Haliti 56' | 3 – 2Raport | Melbourne Victory · Muscat k. 35' · Hernández 90+1' | EnergyAustralia Stadium Widzów: 6 979 Sędzia: Matthew Breeze |
|                        |                                                          |             |                                                     |                                                              |

| 10 stycznia 2010 17:00 | Perth Glory | 0 – 0Raport | Sydney FC | Members Equity Stadium Widzów: 9 319 Sędzia: Strebre Delovski |
|                        |             |             |           |                                                               |

### 23 kolejka
| 15 stycznia 2010 19:30 | Wellington Phoenix · Dadi 47' · Ifill 78' · McKain 90' | 3 – 0Raport | North Queensland Fury FC | Westpac Stadium Widzów: 7 727 Sędzia: Peter Green |
|                        |                                                        |             |                          |                                                   |

| 15 stycznia 2010 19:30 | Adelaide United · Dodd 43' | 1 – 1Raport | Central Coast Mariners · Mrdja k. 39' | Hindmarsh Stadium Widzów: 10 156 Sędzia: Chris Beath |
|                        |                            |             |                                       |                                                      |

| 16 stycznia 2010 19:00 | Melbourne Victory · Thompson 4' · Kruse 12' 26' 39' · Muscat k. 81' · Hernández 83' | 6 – 2Raport | Perth Glory · Vargas sam. 23' · Sterjovski 52' | Stadion Docklands Widzów: 20 448 Sędzia: Strebre Delovski |
|                        |                                                                                     |             |                                                |                                                           |

| 16 stycznia 2010 20:00 | Brisbane Roar | 0 – 2Raport | Newcastle Jets · Thompson 50' · Bridges k. 55' | Suncorp Stadium Widzów: 6 656 Sędzia: Matthew Breeze |
|                        |               |             |                                                |                                                      |

| 17 stycznia 2010 17:00 | Sydney FC | 0 – 1Raport | Gold Coast United · Porter 19' | Sydney Football Stadium Widzów: 14 941 Sędzia: Ben Williams |
|                        |           |             |                                |                                                             |

### 24 kolejka
| 22 stycznia 2010 20:00 | Central Coast Mariners · Mrdja k. 68' | 1 – 1Raport | Gold Coast United · Porter 66' | Central Coast Stadium Widzów: 5 724 Sędzia: Chris Beath |
|                        |                                       |             |                                |                                                         |

| 22 stycznia 2010 20:00 | Perth Glory · McBreen 23' · Howarth 42' | 2 – 0Raport | Wellington Phoenix | Members Equity Stadium Widzów: 9 368 Sędzia: Ryan Shepheard |
|                        |                                         |             |                    |                                                             |

| 23 stycznia 2010 19:00 | Melbourne Victory · Pondeljak 1' · Muscat k. 90+4' | 2 – 0Raport | Adelaide United | Stadion Docklands Widzów: 20 361 Sędzia: Matthew Breeze |
|                        |                                                    |             |                 |                                                         |

| 23 stycznia 2010 20:00 | North Queensland Fury FC · Williams 55' | 1 – 1Raport | Brisbane Roar · DeVere 49' | Dairy Farmers Stadium Widzów: 7 610 Sędzia: Gerard Parsons |
|                        |                                         |             |                            |                                                            |

| 24 stycznia 2010 17:00 | Newcastle Jets · Wheelhouse 33' | 1 – 3Raport | Sydney FC · Aloisi 45' · Musialik 45+4' · Payne 90+2' | EnergyAustralia Stadium Widzów: 9 892 Sędzia: Peter Green |
|                        |                                 |             |                                                       |                                                           |

### 25 kolejka
| 29 stycznia 2010 19:30 | Gold Coast United · Caravella 77' | 1 – 0Raport | Melbourne Victory | Skilled Park Widzów: Chris Beath Sędzia: 7 249 |
|                        |                                   |             |                   |                                                |

| 30 stycznia 2010 19:00 | Wellington Phoenix · McKain 22' | 1 – 0Raport | Adelaide United | AMI Stadium Widzów: 19 279 Sędzia: Peter O’Leary |
|                        |                                 |             |                 |                                                  |

| 30 stycznia 2010 18:00 | Brisbane Roar · van Dijk 89' | 1 – 0Raport | Sydney FC | Suncorp Stadium Widzów: 8 613 Sędzia: Michael Hester |
|                        |                              |             |           |                                                      |

| 31 stycznia 2010 17:00 | Perth Glory · McBreen 1' 13' · Jukic 45+1' | 3 – 1Raport | Central Coast Mariners · Kwasnik 49' | Members Equity Stadium Widzów: 8 160 Sędzia: Gerard Parsons |
|                        |                                            |             |                                      |                                                             |

| 2 lutego 2010 19:30 | North Queensland Fury FC · Grossman 39' · Tadrosse 81' | 2 – 1Raport | Newcastle Jets · Thompson 19' | Dairy Farmers Stadium Widzów: 4 156 Sędzia: Chris Beath |
|                     |                                                        |             |                               |                                                         |

### 26 kolejka
| 5 lutego 2010 20:00 | Melbourne Victory · Hernández 36' 66' | 2 – 0Raport | North Queensland Fury FC | Stadion Docklands Widzów: 22 726 Sędzia: Ben Williams |
|                     |                                       |             |                          |                                                       |

| 6 lutego 2010 19:30 | Adelaide United · Barbiero 7' · Pantelis 51' | 2 – 0Raport | Brisbane Roar | Hindmarsh Stadium Widzów: 8 244 Sędzia: Gerard Parsons |
|                     |                                              |             |               |                                                        |

| 7 lutego 2010 17:00 | Sydney FC · Corica k. 24' · Aloisi 48' 87' | 3 – 2Raport | Perth Glory · Srhoj 45+2' · McBreen 79' | Parramatta Stadium Widzów: 8 359 Sędzia: Chris Beath |
|                     |                                            |             |                                         |                                                      |

| 7 lutego 2010 18:00 | Gold Coast United | 0 – 1Raport | Wellington Phoenix · Ifill k. 45+2' | Skilled Park Widzów: 4 202 Sędzia: Matthew Breeze |
|                     |                   |             |                                     |                                                   |

| 8 lutego 2010 18:00 | Central Coast Mariners · Boogaard 17' · Kwasnik 50' · Simon 72' | 3 – 0Raport | Newcastle Jets | Central Coast Stadium Widzów: 5 842 Sędzia: Peter Green |
|                     |                                                                 |             |                |                                                         |

### 27 kolejka
| 12 lutego 2010 19:30 | Wellington Phoenix · Brown 14' · Ifill 79' 81' | 3 – 0Raport | Central Coast Mariners | Westpac Stadium Widzów: 14 327 Sędzia: Chris Beath |
|                      |                                                |             |                        |                                                    |

| 12 lutego 2010 20:00 | Newcastle Jets · Ali Abbas 41' | 1 – 2Raport | Adelaide United · Barbiero 8' · Leckie 74' | EnergyAustralia Stadium Widzów: 6 880 Sędzia: Gerard Parsons |
|                      |                                |             |                                            |                                                              |

| 13 lutego 2010 17:00 | Perth Glory · Neville 9' · Bulloch 73' | 2 – 0Raport | Brisbane Roar | Members Equity Stadium Widzów: 8 054 Sędzia: Peter Green |
|                      |                                        |             |               |                                                          |

| 13 lutego 2010 20:00 | North Queensland Fury FC · Williams 9' · Cooke 83' | 2 – 1Raport | Gold Coast United · Porter 62' | Dairy Farmers Stadium Widzów: 8 517 Sędzia: Ben Williams |
|                      |                                                    |             |                                |                                                          |

| 14 lutego 2010 17:00 | Sydney FC · Kisel 34' · Aloisi 49' | 2 – 0Raport | Melbourne Victory | Sydney Football Stadium Widzów: 25 407 Sędzia: Matthew Breeze |
|                      |                                    |             |                   |                                                               |